# Muangkhon WU FC
Der Muangkhon Walailak University Football Club (thailändisch สโมสรฟุตบอลมหาวิทยาลัยเมืองคนวลัยลักษณ์), auch bekannt als Muangkhon WU Football Club, ist ein thailändischer Fußballverein aus der Provinz Nakhon Si Thammarat, der 2019 in der Thai League 4 - Southern Region, der vierthöchsten thailändischen Spielklasse, spielte. Ende 2019 stieg er Verein in die Thailand Amateur League ab.
Der Verein ist auch bekannt unter dem Namen Big Owls (thailändisch นกฮูกมหากาฬ).

## Vereinsgeschichte
Der Verein wurde 2016 gegründet und startete in der vierten Liga, der Thai Division 3 Tournament Southern Region.  Mit Einführung der Ligareform 2017 spielte der Verein in der Thailand Amateur League, Hier trat er ebenfalls in der Southern Region an, wo er 2018 den Meistertitel errang und in die Thai League 4 aufstieg. Die Saison 2019 spielt der Verein in der Thai League 4 in der Southern Region.

## Vereinserfolge
- Thai Amateur League - Southern Region

2018 - 1. Platz

## Stadion
Der Verein trägt seine Heimspiele im Walailak University Stadium in Nakhon Si Thammarat aus. Das Stadion hat eine Kapazität von 10.000 Personen. Eigentümer sowie Betreiber ist die Walailak University.

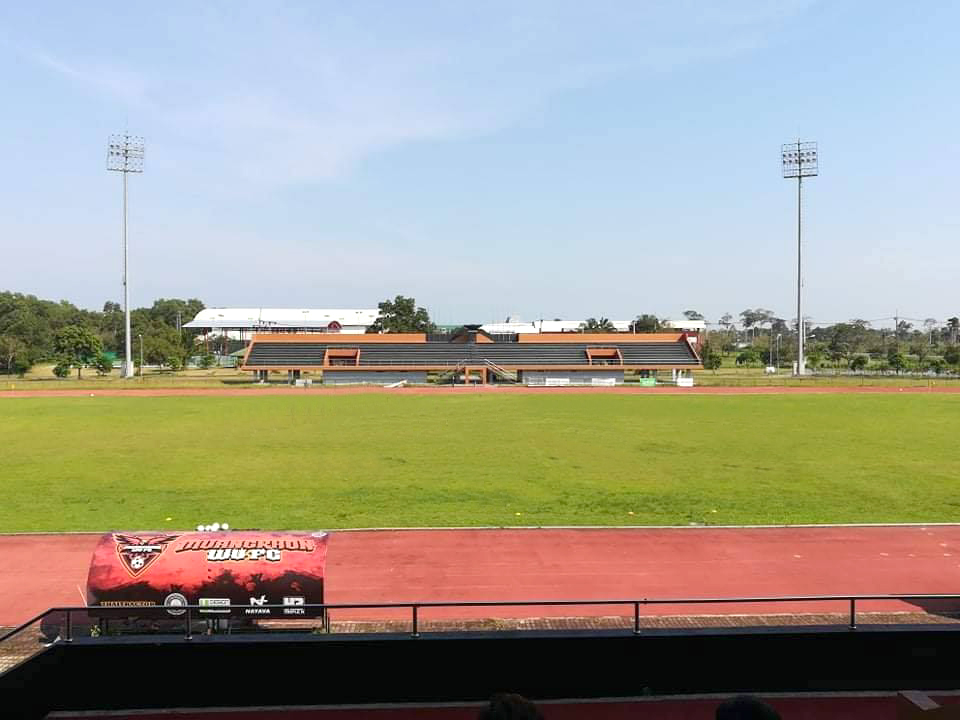
Walailak University Stadium

### Spielstätten seit 2016
| Saison         | Stadion                     | Standort                                       | Kapazität | Eigentümer          | Koordinaten                   |
| -------------- | --------------------------- | ---------------------------------------------- | --------- | ------------------- | ----------------------------- |
| 2016 bis heute | Walailak University Stadium | Amphoe Tha Sala, Nakhon Si Thammarat (Provinz) | 10.000    | Walailak University | 8° 38′ 58,8″ N, 99° 52′ 44″ O |

## Spieler
Stand: 25. Juni 2019
| Nr. |          | Position | Name                |
| --- | -------- | -------- | ------------------- |
| 2   | Thailand | AB       | NIRUN NUKUL         |
| 3   | Thailand | AB       | NATTAWUT KOMNERDKOM |
| 4   | Thailand | AB       | PANUPAN PANSRISUK   |
| 6   | Thailand | AB       | SUWASIN PRATHUMMET  |
| 7   | Thailand | MF       | NATCHAPOL MUEANMAY  |
| 8   | Thailand | MF       | PICHITPOL CHAIYASIT |
| 9   | Thailand | ST       | AEKPON NAMMUNTEE    |
| 10  | Thailand | ST       | SARAWUT TALUNGPHAT  |
| 11  | Thailand | MF       | TANAKORN PATCHKONG  |
| 12  | Thailand | MF       | KRITSADA NIYOMDECHA |
| 13  | Thailand | TW       | TAPAKORN LEMSA      |
| 14  | Thailand | MF       | SAMPHAN DAMSUK      |
| 16  | Thailand | MF       | APIWUT WONGSOMBOON  |
| 17  | Thailand | MF       | PHONGPISUT YINGYONG |
| 18  | Thailand | TW       | NATTAPONG THONGPUM  |

| Nr. |          | Position | Name                              |
| --- | -------- | -------- | --------------------------------- |
| 19  | Thailand | AB       | WONGSATHON JONGRAK                |
| 20  | Thailand | ST       | ANUKOON PUTTAN                    |
| 21  | Thailand | MF       | MUHAAD-HAFIT YI                   |
| 22  | Iran     | ST       | CHAJOUEI MAHDI MOHAMMAD           |
| 23  | Thailand | MF       | NOPADOL POOLSAWAT                 |
| 26  | Thailand | TW       | CHAYANON KRAIMAS                  |
| 27  | Thailand | ST       | NATTAPORN SUMANATRAGOOL           |
| 29  | Thailand | ST       | SAKDA MOONTHIJAN                  |
| 31  | Thailand | AB       | THANAWIT HWANKAREM                |
| 32  | Thailand | AB       | PORAMET PADUKA                    |
| 37  | Thailand | AB       | PATTARAPOL MOLITO                 |
| 46  | Thailand | AB       | NUTCHANON KAEWPRASIT              |
| 77  | Thailand | MF       | JAMIKORN PHOMSAWAT                |
| 36  | Iran     | ST       | MOHAMMADRAFIE MILAD SASANI NEZHAD |

## Beste Torschützen seit 2019
| Saison | Name                    | Tore |
| ------ | ----------------------- | ---- |
| 2019   | Chajouei Mahdi Mohammad | 9    |
| 2020   |                         |      |

## Saisonplatzierung
| Saison | Liga                            | Liga  | Liga   | Liga | Liga | Liga | Liga  | Liga   | Liga     |
| Saison | Liga                            | Level | Spiele | S    | U    | N    | Tore  | Punkte | Position |
| ------ | ------------------------------- | ----- | ------ | ---- | ---- | ---- | ----- | ------ | -------- |
| 2018   | Thailand Amateur League – South | 5     |        |      |      |      |       |        | 1. ▲     |
| 2019   | Thai League 4 – South           | 4     | 24     | 5    | 6    | 13   | 30:58 | 21     | 7. ▼     |
| 2020   | Thailand Amateur League         | 5     |        |      |      |      |       |        |          |

## Sponsoren
| Jahr | Ausrüster | Trikotsponsor  |
| ---- | --------- | -------------- |
| 2018 | Nayava    | Thaitractor    |
| 2019 | Nayava    | PT/Thaitractor |
| 2020 |           |                |